# Брацлавська ГЕС

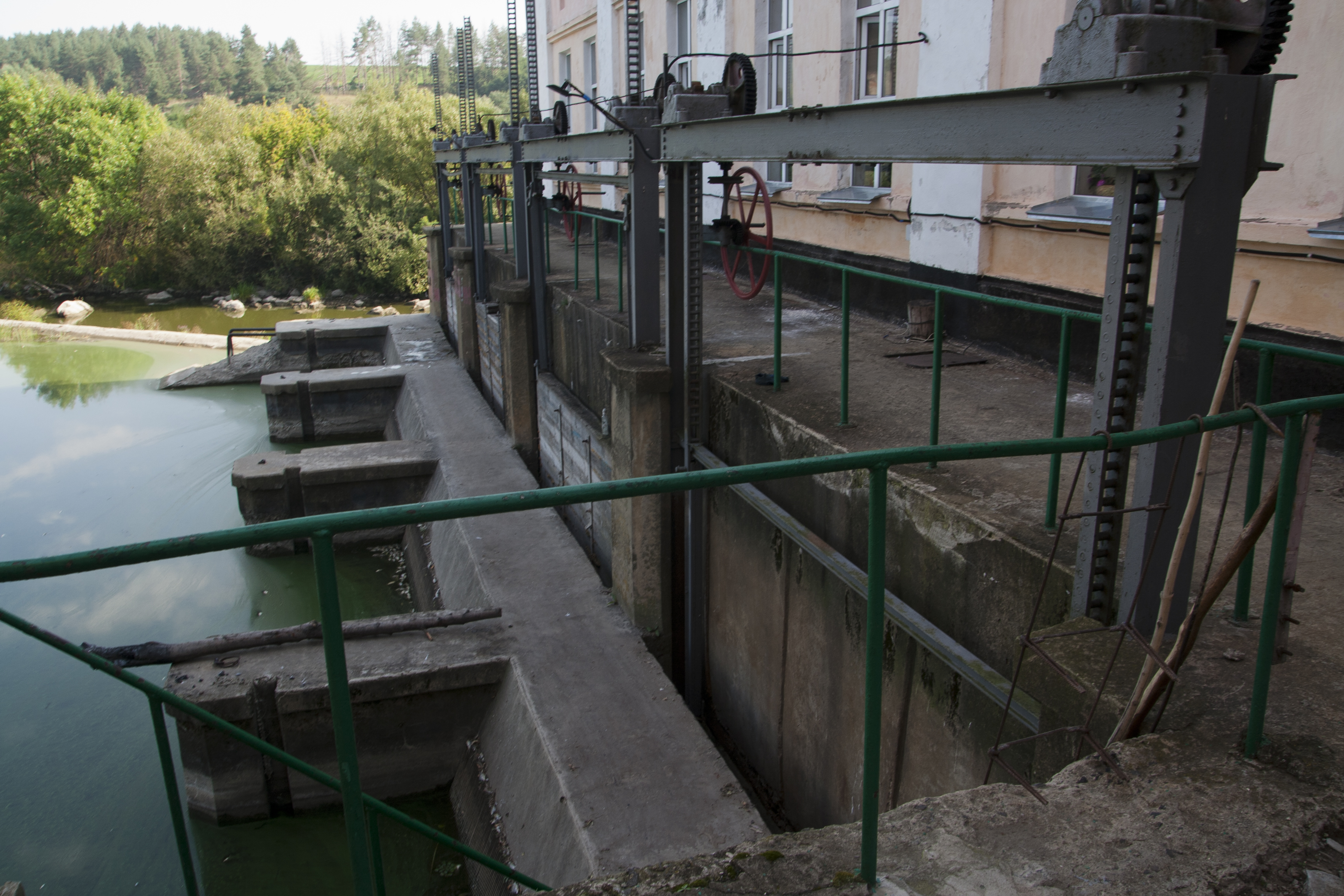

Брацлавська ГЕС  — гідроелектростанція розташована на р. П.Буг у смт. Брацлав, Немирівського р-ну, Вінницькій області.

## Історія
Станція введена в експлуатацію у 1951 році та безперервно працює до теперішнього часу.

## Характеристика
- Станція підключена до Єдиної Енергосистеми України та експлуатується 12 місяців на рік.
- Встановлена потужність 4*100 = 400 кВА.
- Тип ГЕС — пригреблева.

До складу гідросилового обладнання входять:
- вертикальні гідротурбіни фірми «Фойт» — 4 шт.;

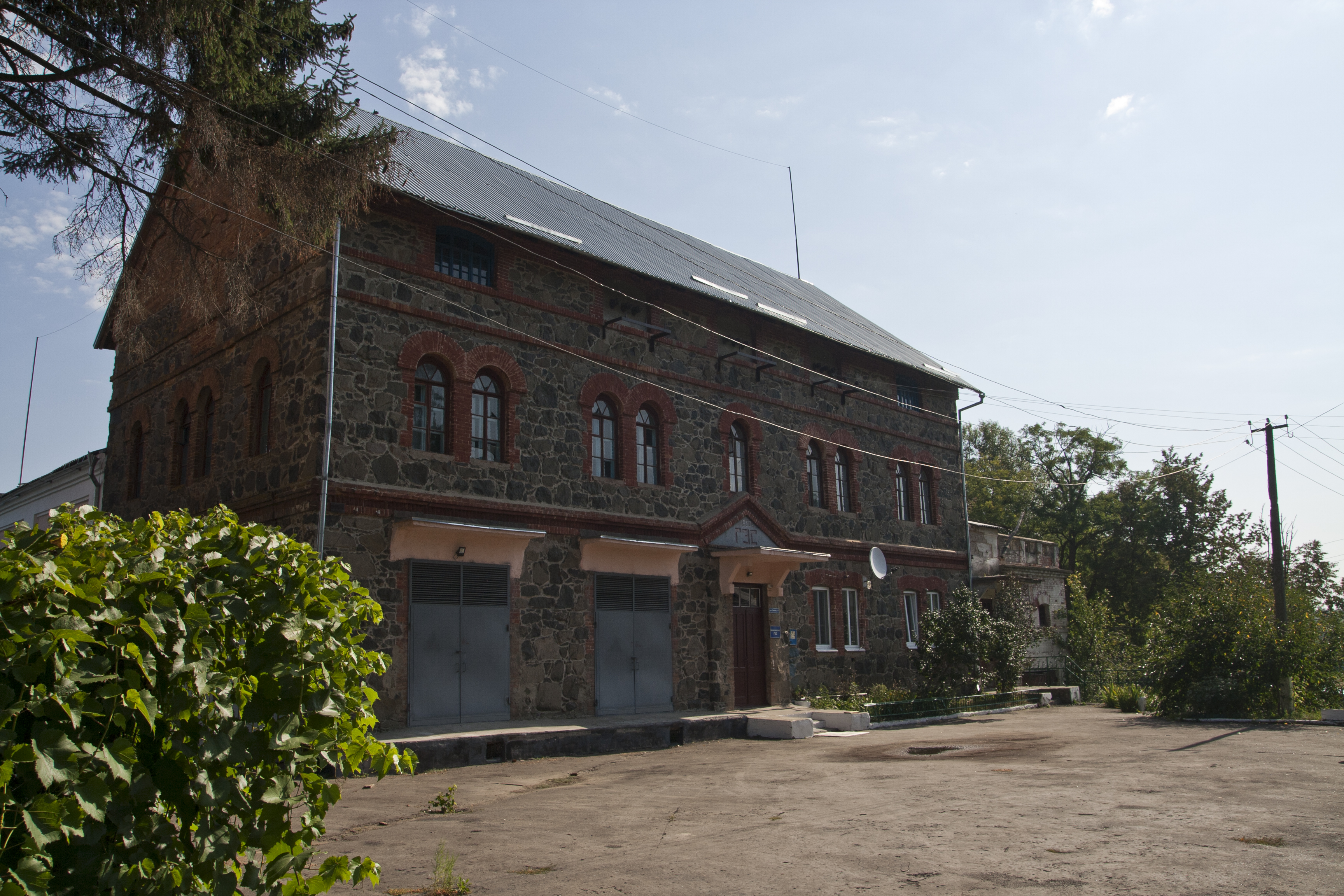

- горизонтальні гідрогенератори фірми «Сіменс-Шуккерт» тип FL326/14-6 — 4 шт. 1949 р.в.

До складу споруд входить:

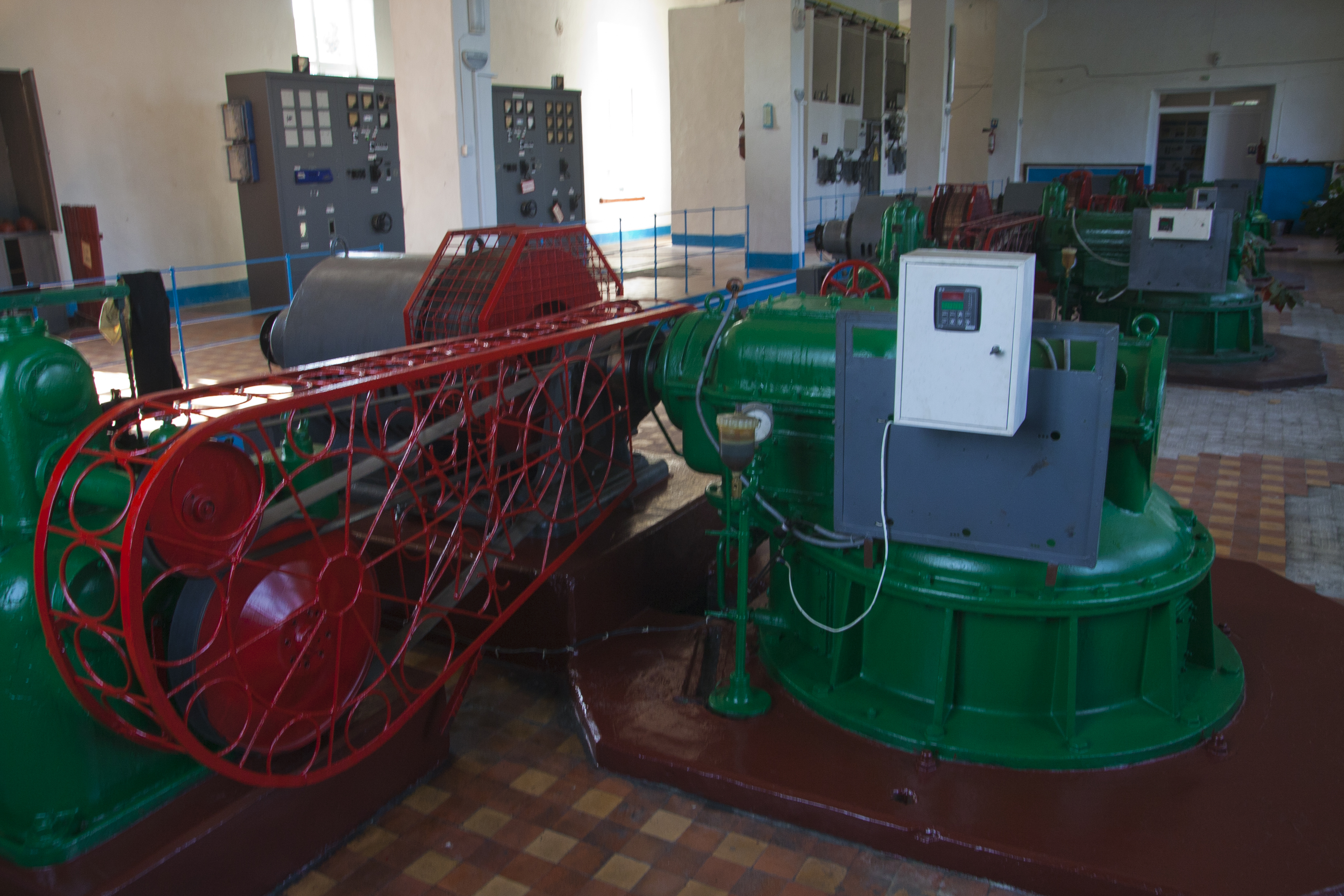

- кам'яно—накидна переливна гребля системи Беляшевського;
- 4-х прогоновий відкритий водозабір;
- будівля ГЕС.
- Довжина греблі 162 м, нормальний напір 2,5 м.

## Цікаво
- будівля ГЕС була побудована у 1903 році місцевим підприємцем Яковом Солітерманом та була частиною млина, який приводився в дію 3-ма водяними турбінами та дизельним двигуном.

- Біля ГЕС на пагорбі розташований старий єврейський цвинтар на якому знаходиться могила цадика Натана учня раббі Нахмана — засновника бреславського хасидизму. Щорічно восени відбувається паломництво хасидів.